# 抗原検査キット

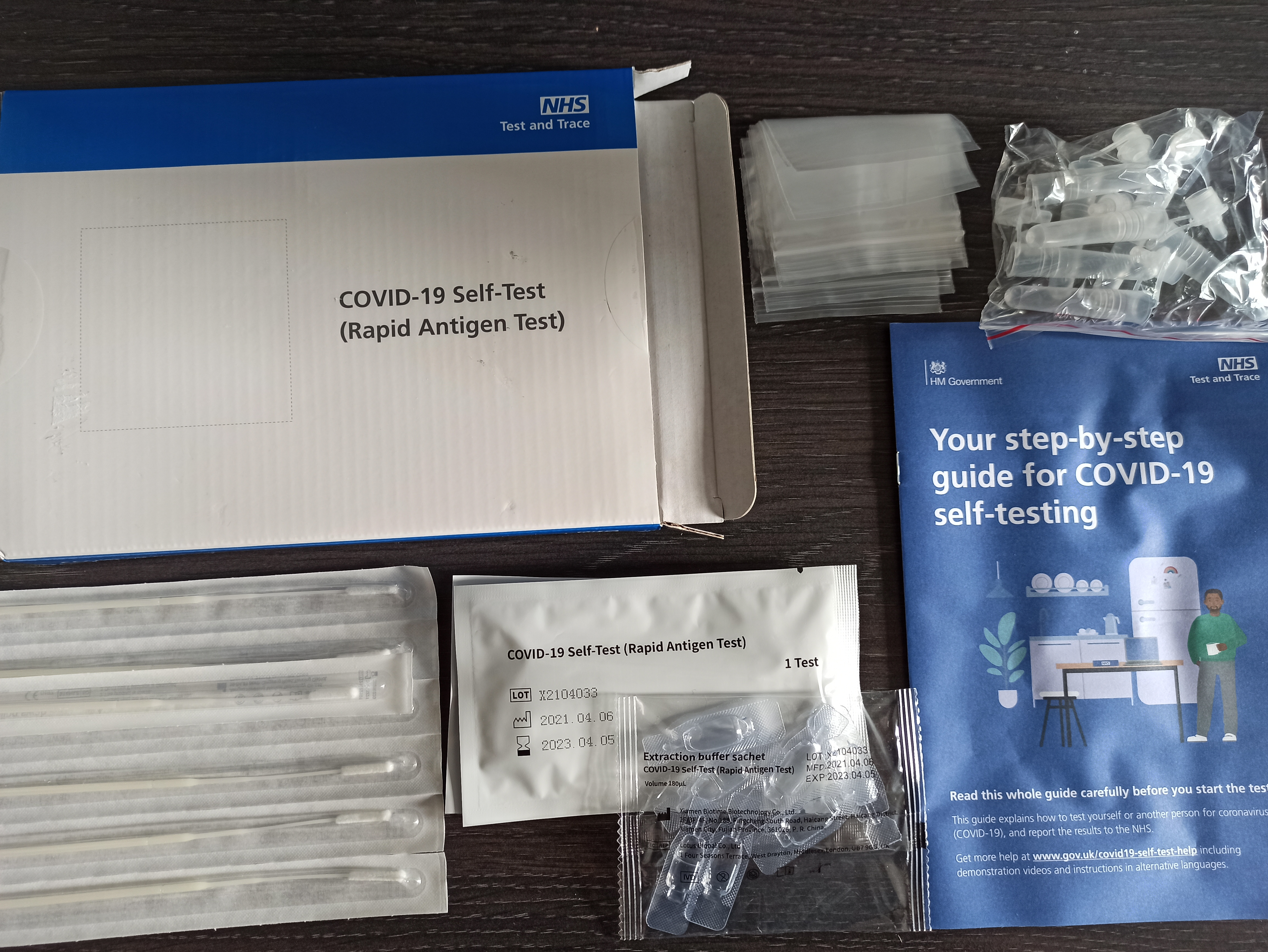
抗原検査キット

抗原検査キット（こうげんけんさキット、Antigen test kit）は、COVID-19の検査方法の一つである抗原検査をするのに必要なキット。
以下は、新型コロナウイルス感染症（COVID-19）および新型コロナウイルス（SARS-CoV-2）に関する臨床検査について説明する。

## 解説
COVID-19診断のための臨床検査の中には、ウイルスの存在を検出する方法（核酸増幅検査, NAAT）、抗体を検出する方法などがある。
抗原検査はその内のひとつである。
抗原検査キットは、比較的安価で手に入り、使い方も比較的難度が低い。そのことから、一部の地方自治体では、新型コロナウイルスの濃厚接触者の方のための病院に行くかの一つの指標として、無償で配布している。ただし、無症状者への使用は推奨されていない。
症状がない時に使用した場合、結果が正しく出ない場合がある。
しかし消費者庁によると、国が性能等を確認し承認した「体外診断用医薬品」でない製品が「研究用」として市販されているが、「研究用」は、新型コロナウイルス感染の有無を調べることを目的としているものではない。さらに「研究用」については、あたかも国が承認したものであるかのような表示をしていた事業者に対し、景品表示法に基づく行政指導がされた事例もある。